# Örményi Mária
Örményi Mária, Örményi Marie (Budapest, 1893. október 20. – Budapest, 1965. június 22.) festőművész.

## Életútja
Szülei Örményi László nagykikindai születésű vasúti hivatalnok és Papp Jusztina Izabella, 1893. november 5-én keresztelték Budapesten, a ferencvárosi plébánián. A felső leányiskola elvégzése után a kecskeméti művésztelepen Iványi-Grünwald Béla növendéke volt, ezután a Képzőművészeti Főiskolán tanult Bosznay István irányítása alatt. Az Akadémia elvégzése után, 1914. június 14-én Kecskeméten feleségül ment Csáky Lászlóhoz, akitől négy év után megözvegyült. 1919. július 26-án Budapesten Szüle Péter festőművész felesége lett, az esküvői tanúk Kada Alajos és Béli Vörös Ernő festőművészek volt. Férjével később a szolnoki művésztelepen dolgozott. 1917-ben a Műcsarnokban, majd a szolnoki művésztelepen állították ki képeit. 1937. november 11-én házasságot kötött Tóth Györggyel.